# Say It Again
„Say It Again” to piosenka pop stworzona przez Natashę Bedingfield i Adam Levine na drugi, studyjny album Bedingfield, „N.B.” (2007). Utwór został wyprodukowany przez samą artystkę oraz Mike’a Elizondo i wydany jako trzeci, europejski singel z krążka dnia 8 października 2007 w Wielkiej Brytanii. Mimo iż na albumowej wersji piosenki utwór śpiewany jest w duecie z frontmanem zespołu Maroon 5, Adamem Levine, teledyskowa wersja kawałka nie zawiera żadnych dodatkowych wokali (utwór wykonuje jedynie Natasha Bedingfield).

## Informacje o singlu
Albumową wersję utworu „Say It Again” wykonują:
- Główny wokal – Natasha Bedingfield
- Dodatkowy wokal – Adam Levine

## Teledysk
Teledysk do singla nagrywany był w Meksyku pod koniec sierpnia 2007 roku. Videoclip ukazuje artystkę, która aby pokazać swojemu chłopakowi chwile jakie spędza będąc sama w swoim domu, filmuje siebie oraz swoje otoczenie. W wielu ujęciach możemy zobaczyć widok na akcję teledysku z właśnie tej kamery. Oficjalna premiera teledysku odbyła się dnia 14 września 2007 na brytyjskiej, oficjalnej stronie internetowej artystki.

## Pozycje na listach
„Say It Again” jest jedynym utworem Bedingfield, który nie zajął pozycji w notowaniu Top 100 UK Singles Chart.